# Новокулинский сельсовет
Новокулинский сельсовет  — административно-территориальная единица и муниципальное образование со статусом сельского поселения в Новолакском районе Дагестана Российской Федерации.
Административный центр — село Новокули.

## Население
| 2002  | 2010  | 2012  | 2013  | 2014  | 2015  | 2016  |
| ----- | ----- | ----- | ----- | ----- | ----- | ----- |
| 2948  | ↗3600 | ↗3789 | ↗3953 | ↗4109 | ↗4270 | ↗4449 |
| 2017  | 2018  | 2019  | 2020  | 2021  | 2023  | 2024  |
| ↗4620 | ↗4704 | ↗4907 | ↗4983 | ↘4122 | ↗4244 | ↗4358 |
| 2025  |       |       |       |       |       |       |
| ↗4479 |       |       |       |       |       |       |

## Состав
| № | Населённый пункт | Тип населённого пункта       | Население |
| - | ---------------- | ---------------------------- | --------- |
| 1 | Новокули         | село, административный центр | ↗2684     |
| 2 | Чаравали         | село                         | ↗1438     |